# Ardimentoso (torpediniera)
L'Ardimentoso è stata una torpediniera di scorta della Regia Marina. Prese parte alla seconda guerra mondiale e nel dopoguerra venne ceduta all'Unione Sovietica. Ha ereditato il nome dal cacciatorpediniere Ardimentoso, in servizio nella Regia Marina dal 1920 al 1937.

## Caratteristiche tecniche

### Generali
La nave aveva un dislocamento a vuoto di 925 tonnellate e un dislocamento standard di 1652 tonnellate e l'equipaggio era composto da 7 ufficiali e 170 tra sottufficiali e comuni. L'unità fu inoltre dotata di radar di scoperta «De.Te.» (Dezimeter Telegraphie), di fabbricazione tedesca.

### Propulsione
La propulsione era a vapore, con due caldaie tipo Yarrow con surriscaldatori, con una scorta di combustibile di 442 tonnellate di nafta, e due gruppi turboriduttori che imprimevano a due eliche la potenza di 16.000 cavalli, consentendo alla nave di raggiungere la velocità massima di 26 nodi.
L'autonomia era di 2800 miglia a 14 nodi, che scendevano a 2140 miglia a 20 nodi ed a 1400 miglia a 25 nodi.

### Armamento
L'armamento principale era costituito da due cannoni da 100/47 mm in impianti singoli, che in funzione antiaerea, con l'aumento della velocità dei velivoli e con le nuove forme di attacco in picchiata, mostrò diversi limiti, rivelandosi utile solo nel tiro di sbarramento.
Per la difesa antiaerea ravvicinata la nave venne dotata da un impianto quadruplo di mitragliere 2 cm FlaK Oerlikon e otto mitragliere Breda 20/65 Mod. 1935, in tre impianti binati e due singoli.
L'armamento antisommergibile era costituito da in due impianti binati, quattro lanciabombe antisommergibile di costruzione tedesca e due tramogge scarica bombe di profondità, mentre l'armamento silurate era composto da 4 tubi lanciasiluri da 450 mm.

## Storia

### Costruzione
La costruzione della nave avvenne negli stabilimenti dell'Ansaldo a Sestri Ponente, dove venne impostata sugli scali il 18 giugno 1941; varata il 27 giugno 1942, l'unità venne consegnata alla Regia Marina il 17 dicembre successivo.

### Impiego operativo
Moderna unità della classe Ciclone, concepita appositamente per la scorta dei convogli lungo le insidiate rotte per l'Africa settentrionale, la torpediniera entrò in servizio a metà dicembre 1942, mentre terminava la guerra dei convogli per la Libia ed aveva inizio quella per i convogli diretti in Tunisia.
Dopo la consegna alla Regia Marina, l'unità venne assegnata alla III Squadriglia Torpediniere ed inviata a La Spezia per effettuare l'addestramento iniziale e portare a termine l'installazione di parte dell'armamento e delle apparecchiature di tiro. Dal 9 dicembre 1942 al 24 marzo 1943, infatti, la nave svolse complessivamente 16 missioni addestrative nelle acque della Spezia (il 9 e 10 dicembre 1942, il 2, 4, 5, 10, 14, 16, 18, 21, 22, 23 e 26 gennaio 1943 ed il 16, 18 e 24 marzo), interrotte solo da una missione di scorta della nave Italia da Genova a La Spezia, il 18 gennaio.
L'attività bellica vera e propria dell'unità iniziò solo nell'aprile 1943 con missioni di scorta e rifornimento per la Tunisia, nella fase conclusiva della guerra dei convogli.
Il 5 aprile l’Ardimentoso si trasferì da La Spezia a Livorno e lo stesso giorno lasciò il porto toscano per la prima missione di scorta, alla motonave Tommaseo diretta a Biserta. Il 12 aprile la torpediniera scortò la Tommaseo in navigazione di ritorno da Biserta a Napoli, eludendo l'attacco di 9 bombardieri (che assalirono invece 14 motozattere in navigazione con rotta opposta a quella del convoglio).
Il 17 ed il 19 aprile la nave scortò la motonave Pierre Claude da Napoli a Trapani e da Trapani a Biserta.
Il 21 aprile la torpediniera stava scortando la motonave Foscarini da Biserta a Trapani, ma il mercantile fu silurato ed affondato da un sommergibile: alla torpediniera non rimase che raccoglierne i naufraghi.
Il 23 aprile l’Ardimentoso, mentre era in trasferimento da Trapani a Biserta, fu attaccata da dodici bombardieri britannici, riuscendo ad abbatterne uno. L'indomani la nave, mentre da Biserta rientrava a Napoli scortando la Pierre Claude, venne bombardata e mitragliata da 30 velivoli. Nel corso della stessa giornata l’Ardimentoso danneggiò pesantemente un sommergibile nemico.
Il 27 aprile la nave si trasferì da Napoli a Gaeta ed il 3 maggio effettuò una missione addestrativa al largo di Gaeta, poi, l'indomani, si trasferì a Pozzuoli, da dove salpò il 5 maggio per scortare la Tommaseo da Pozzuoli a Trapani e quindi (6 maggio) da Trapani a Catania.
Dopo la caduta della Tunisia in mano anglo-americana, avvenuta nella prima metà del maggio 1943, la nave venne adibita alla protezione del traffico nel Medio e Basso Tirreno.
Il 7 maggio l’Ardimentoso si trasferì da Catania a Taranto, che lasciò l'indomani per scortare ad Augusta la motocisterna Carnaro; il 12 maggio scortò da Augusta a Taranto il traghetto Messina evitando un attacco aereo, mentre il 21 ed il 23 maggio ebbero luogo due altre missioni di scorta, la prima da Taranto a Messina e la seconda da Messina a Gaeta, dei piroscafi Adernò (21 maggio) e Langangher (23 maggio).
Dal 26 maggio al 2 giugno la nave compì tre missioni di trasferimento tra Gaeta, Pozzuoli e Porto Santo Stefano; il 3-4 giugno l’Ardimentoso scortò quindi il piroscafo Gonneville da Porto Santo Stefano a Pozzuoli e da Pozzuoli a Catania/Messina, mentre il 6 giugno fu di scorta da Messina a Napoli ai piroscafi Carmela e Bottiglieri.
Il 14 giugno l'unità effettuò una missione addestrativa nelle acque di Napoli e quindi (15 giugno) funse da rastrello antisommergibile avanzato al convoglio «Ardito»-«Carbonello», mentre il 16 giugno scortò da Pozzuoli a Messina il piroscafo Iris. Il 19 giugno l’Ardimentoso compì una missione di trasporto di gasolio da Messina ad Augusta, quindi, dopo essere rientrata a Messina, il 20 giugno scortò a Trapani il trasporto Vallelunga.
Il 21 giugno la torpediniera si portò a Palermo ed in giornata ne ripartì per scortare a Napoli la Pierre Claude, poi, dopo essersi trasferita a Pozzuoli (22 giugno), il 25 scortò ad Augusta i piroscafi Siena e Pescara. Il 27 giugno l’Ardimentoso fu inviata a Taranto, da dove il 7 e l'8 luglio scortò la motonave Valfiorita da Taranto a Messina e quindi, ripartendo da Messina insieme alla motonave, fu attaccata da un sommergibile: la Valfiorita fu colpita ed affondò, mentre la torpediniera effettuò un'infruttuosa caccia antisommergibile.
Il 10 luglio l’Ardimentoso effettuò una missione di rastrello antisommergibile nelle acque prospicienti Messina, mentre due giorni dopo scortò il piroscafo Adernò da Messina da Palermo e quindi i piroscafi Cosenza e Carmela da Palermo a Salerno: durante questa seconda missione, il convoglio subì due attacchi aerei, con mitragliamento ed attacco di aerosiluranti, che affondarono il Cosenza, mentre la torpediniera abbatté due dei velivoli nemici.
Il 14 ed il 18 luglio la torpediniera si trasferì da Salerno a Pozzuoli e quindi a Palermo, da dove ripartì il 19 per rientrare a Pozzuoli scortando i piroscafi Adernò e Gonneville. Il 21 luglio scortò da Pozzuoli a Messina la motonave Alfieri, eludendo un attacco sottomarino, mentre il 22 fu di scorta da Messina a Pozzuoli al piroscafo Tivoli; l'8 e l'11 agosto fu fatto uscire da Palermo per scortare il piroscafo Aversa, ma dovette in entrambi i casi ritornare in porto.
Il 12 agosto la nave svolse una missione d'addestramento al largo di Pozzuoli e tre giorni dopo lasciò il porto campano per scortare a La Maddalena i piroscafi Aversa e Pertusola, scampando indenne ad un attacco notturno di aerosiluranti; il 18 agosto fu di nuovo di scorta all’Aversa e quindi, lo stesso giorno, scortò da La Maddalena a Bastia i piroscafi Abruzzi e Santa Chiara. Il 20 agosto scortò da Bastia a La Spezia i piroscafi Cassino ed Anagni, poi (23 agosto) da La Spezia a Bastia i piroscafi Menfi ed Altamura, quindi l'indomani di nuovo il Menfi e l’Altamura in navigazione di ritorno, infine il 25 agosto da La Spezia a Genova la motocisterna Lagangher.
Il 27 agosto l’Ardimentoso tornò a La Spezia ed il 29 scortò da La Spezia a Bastia, e poi da Bastia a La Spezia, i piroscafi Cassino ed Anagni. Tra il 29 ed il 31 agosto la torpediniera compì tre missioni di trasferimento tra La Spezia e Marina di Carrara.
Il 1º settembre la nave scortò il Menfi da Marina di Carrara a Bastia, e l'indomani sulla rotta di ritorno; il 6 ed il 7 settembre scortò il Cassino e l’Altamura sulle medesime rotte. L'8 settembre la torpediniera si trasferì a La Spezia.
Complessivamente dal 9 dicembre 1942 al 9 settembre 1943 la torpediniera compì 84 missioni di guerra (42 di scorta, 20 di trasferimento, 19 di addestramento, due di caccia antisommergibile, una di trasporto) percorrendo in tutto 14.989 miglia.
All'annuncio dell'armistizio l’Ardimentoso, al comando del capitano di corvetta Domenico Ravera, si trovava a La Spezia per lavori di manutenzione.
A mezzanotte venne comunicato l'ordine di partenza con altre torpediniere come scorta alle corazzate Roma, Vittorio Veneto ed Italia per la Maddalena, passando al largo della Corsica. L’Ardimentoso non poté partire a causa di una caldaia in avaria. Al mattino salì a bordo il comandante dell'Arsenale e ingiunse di partire o di fare saltare la nave sul posto. L'equipaggio mise in pressione l'unica caldaia, l’Ardimentoso passò il Golfo dirigendosi verso Lerici per trovare un posto sulla costa dove fare sbarcare gli uomini per poi fare saltare la nave. Improvvisamente venne data comunicazione di raggiungere Bastia ove si trovava la torpediniera Ardito. Invertendo la rotta e riuscendo a mettere in pressione anche l'altra caldaia, l’Ardimentoso riuscì ad andare più veloce. Non c'era più in contatto con nessuno, ma dopo un'ora un'altra comunicazione, che affermava – erroneamente – che a Bastia l’Ardito era stato affondato da batterie costiere e tre motosiluranti tedesche, fece invertire la rotta per Portoferraio all'Isola d'Elba.
L’Ardimentoso si diresse verso Portoferraio dove si fermò per due giorni. Nel mattino dell'11 settembre la nave lasciò Portoferraio insieme ad altre sei torpediniere (tra cui le gemelle Indomito, Animoso, Aliseo e Fortunale) e diresse per Palermo, porto controllato dagli Alleati, dove il gruppo arrivò alle dieci del mattino del 12 settembre. Le navi rimasero in rada dal 12 al 18 settembre, giorno in cui entrarono in porto e ricevettero acqua e provviste da parte degli statunitensi. Durante la sosta a Palermo l’Ardimentoso nave fu sottoposta ad urgenti lavori alle macchine. Il 20 settembre 1943 la nave lasciò il porto siciliano insieme a svariate altre unità e si portò a Malta, dove consegnò parte dei viveri ricevuti alle altre navi italiane già giunte nell'isola. Tra quel giorno ed il 5 ottobre l’Ardimentoso si trasferì tre volte tra La Valletta e Marsa Scirocco, poi, il 5 ottobre, la nave, le sue gemelle ed altre tre torpediniere lasciarono Malta e rientrarono in Italia, a Taranto.
Il 17, 19 e 21 dicembre l’Ardimentoso svolse tre missioni addestrative nelle acque di Taranto, mentre il 30 dicembre lasciò il porto pugliese e si trasferì ad Augusta.
Durante la cobelligeranza la nave venne impiegata nel servizio di scorta fra porti nazionali, portando a termine una quarantina missioni di scorta alle quali debbono aggiungersi due collegamenti speciali con i Laghi amari, dove erano state internate le navi da battaglia Italia e Vittorio Veneto che a differenza delle altre unità non parteciparono ad attività di cobelligeranza e rientrarono in Italia soltanto alla fine del conflitto. Sempre durante la cobelligeranza la nave effettuò anche otto missioni speciali lungo le coste dell'Albania e della Grecia.
Il 1º gennaio 1944 l’Ardimentoso scortò il piroscafo Lucera da Augusta a Taranto, il 9 gennaio fu in pattuglia al largo di Taranto, il 21 ed il 28 del mese svolse due missioni speciali. Durante la seconda di tali missioni, il 28 gennaio 1944, l’Ardimentoso recuperò l'equipaggio del sommergibile Axum, perduto per incaglio ed autoaffondato durante una missione di trasporto incursori il 28 dicembre precedente.
Il 23 febbraio la nave scortò il convoglio «AH 26» da Taranto ad Augusta, il 26 il convoglio «AH 27» da Augusta a Taranto ed il 4 marzo il convoglio «AH 28» sulla rotta inversa; il 9 marzo scortò l'incrociatore Eugenio di Savoia da Augusta a Taranto, mentre il 10 ed il 13 marzo eseguì due missioni di trasferimento tra Taranto ed Augusta. Il 19 ed il 25 marzo ed il 1º aprile ebbero luogo altre tre missioni speciali, ma l'ultima dovette essere rimandata.
L'8, il 12, il 18 ed il 21 aprile l’Ardimentoso scortò i convogli «AH 35», «36», «37» e «38» tra Taranto ed Augusta; il 16 ed il 18 maggio l'unità svolse due missioni addestrative nelle acque tarantine, mentre il 22 maggio ci fu un'altra missione speciale.
Il 27 maggio la torpediniera scortò una nave britannica da Taranto a La Valletta, l'indomani a Messina, da qui, il 30, a Siracusa, ed infine, il giorno seguente, nuovamente a Taranto. Il 9 giugno l’Ardimentoso scortò la motozattera MZ 784 da Taranto a Brindisi, poi, l'indomani, lasciò Brindisi per una missione speciale. Il 12 ed il 20 giugno vennero svolte altre due missioni speciali, cui seguirono, il 27 e 30 giugno ed il 7 e 10 luglio, quattro missioni di scorta tra Taranto ed Augusta ai convogli «AH 52», «53» e «54». Merita cenno in particolare la missione del 12 giugno: partita da Brindisi alle 14.20 insieme alla MZ 784, l’Ardimentoso si portò intorno alla mezzanotte al largo di Porto Palermo (Albania), restando in attesa mentre la motozattera si avvicinava alla riva, metteva a terra un quarto dei materiali imbarcati (il resto non venne scaricato causa l'avvistamento di quattro motosiluranti tedesche) e recuperava 56 militari italiani, 63 inglesi tra cui 6 ufficiali, 2 americani del Servizio Informazioni ed un albanese, che vennero trasbordati sulla torpediniera a partire dall'1.40; le due navi rientrarono a Taranto alle 17.35 del 13 giugno.
Dopo essersi trasferita, il 15 luglio, ad Augusta, la torpediniera effettuò una lunga serie di missioni di scorta:
- il 17 luglio da Augusta a Napoli al convoglio «VN 53»;
- il 18 luglio allo stesso convoglio da Napoli a Piombino;
- il 19 luglio a due piroscafi statunitensi da Piombino a Napoli;
- il 21 luglio da Napoli ad Augusta al convoglio «NV 53»;
- il 23 luglio al convoglio «RV» da Augusta a Malta e viceversa;
- il 26 luglio da Augusta a Napoli al convoglio «VN 55»;
- il 31 luglio da Napoli ad Augusta al convoglio «NV 55»;
- il 2 agosto di nuovo al convoglio «RV» da Augusta a Malta e ritorno;
- il 5 agosto al convoglio «VN 57» da Augusta a Napoli;
- il 6 agosto allo stesso convoglio da Napoli a Piombino;
- il 7 agosto al convoglio «NV 57» da Piombino a Napoli;
- l'11 agosto al convoglio «VN 58» da Napoli a Piombino;
- il 12 agosto ad un convoglio alleato da Piombino a Napoli;
- il 15 agosto da Napoli ad Augusta al convoglio «NV 58»;
- il 17 agosto ancora al convoglio «RV» da Augusta a Napoli e ritorno;
- il 20 agosto da Augusta a Napoli al convoglio «VN 60»;
- il 21 agosto da Napoli a Piombino al convoglio «VN 60»;
- il 22 agosto ad un convoglio alleato da Piombino a Napoli;
- il 30 agosto al convoglio «VN 61» da Napoli ad Augusta;
- il 1º settembre ai convogli «NKS 60» ed «RV» da Augusta a Malta e viceversa;
- il 5 settembre al convoglio «VN 63» da Augusta a Napoli;
- il 6 settembre allo stesso convoglio da Napoli a Piombino.

Il 7 settembre vi fu una missione di trasferimento da Piombino a Napoli, poi riprese l'attività di scorta: l'11 settembre l’Ardimentoso scortò tre piroscafi da Napoli a Taranto, il 14 ed il 16 del mese effettuò due missioni di trasporto materiali da Taranto a Bari e da lì ad Ancona; il 18 settembre rientrò a Taranto ed il 23 effettuò una missione di addestramento.

### Nel dopoguerra
La nave rimase poi inattiva per vari mesi, tornando in servizio solo nel marzo 1945. L'11 ed il 24 marzo, infatti, svolse due missioni addestrative nelle acque prospicienti Taranto, poi, dopo essersi trasferita a Siracusa (25 marzo), il 28 marzo scortò la corazzata Duilio da Siracusa a Taranto e la corazzata Doria sulla rotta inversa. Il 30 marzo tornò a Taranto ed il 3 aprile svolse una missione d'addestramento, recandosi poi a Brindisi il 14 del mese; seguirono due missioni di trasporto (il 15 ed il 16 aprile, da Brindisi ad Ancona e viceversa), quindi una d'addestramento (19 aprile) ed altre due di trasporto (il 25 ed il 26 aprile, sempre tra Brindisi ed Ancona). Il 27 aprile l’Ardimentoso rientrò a Taranto; le sue ultime missioni nel corso della seconda guerra mondiale consisterono in tre missioni addestrative nelle acque di Taranto, il 30 aprile ed il 2 e l'8 maggio 1945.
Complessivamente dall'11 settembre 1943 all'8 maggio 1945 la torpediniera effettuò 87 missioni (42 di scorta, 16 di trasferimento, 13 di addestramento, 6 di trasporto, 9 missioni speciali, una di pattugliamento), percorrendo 31.224 miglia nautiche.
Al termine del conflitto la nave venne impiegata in operazioni di trasporto di materiali e di personale e per attività addestrative fino alla fine del 1946, rimanendo poi inattiva a Venezia.
Tra il 15 maggio 1945 ed il 30 novembre 1946 l’Ardimentoso svolse complessivamente 79 missioni (18 di trasferimento, 22 addestrative o per esercitazioni di vario tipo, 28 di trasporto – di nafta e soprattutto di personale, tra cui quello degli equipaggi delle corazzate internate ai Laghi Amari –, 4 di vigilanza anticontrabbando di grano, una di scorta – alla motocisterna Northia da Ancona a Venezia, il 31 luglio 1945 –, 4 di altro tipo) percorrendo in tutto 22.628 miglia nautiche.
Tra queste missioni si possono annoverare una di rifornimento idrico alle isole Tremiti, effettuata il 12 luglio 1945, una di ricerca di tre motozattere alla deriva, svolta nelle acque di Messina il 29 ottobre 1946, ed il rimorchio di un battello faro al largo di Venezia, il 26 novembre dello stesso anno. Le ultime due missioni dell’Ardimentoso sotto bandiera italiana consistettero in due uscite con gli allievi dei corsi IGP, il 28 ed il 30 novembre 1946, nelle acque di Venezia.

### La cessione all'Unione Sovietica
Con il trattato di pace, l'Ardimentoso venne ceduto all'Unione Sovietica, come risarcimento per danni di guerra. Il trattato prevedeva che la nave, come le altre destinate alla cessione, fosse ceduta in condizione di operare e pertanto nel 1948, prima della cessione, venne rimorchiata a Napoli per essere sottoposta ad alcuni lavori.
La consegna delle navi ai sovietici sarebbe dovuta avvenire in tre fasi a partire da dicembre 1948 per concludersi nel giugno successivo. Le unità principali erano quelle del primo e del secondo gruppo. L'Ardimentoso faceva parte del secondo gruppo insieme al Duca d'Aosta e alle altre due torpediniere gemelle Animoso e Fortunale. Per tutte le navi la consegna sarebbe avvenuta nel porto di Odessa, ad eccezione della corazzata e dei due sommergibili la cui consegna era prevista nel porto albanese di Valona, in quanto la Convenzione di Montreux non consentiva il passaggio attraverso i Dardanelli di navi da battaglia e sommergibili appartenenti a stati privi di sbocchi sul Mar Nero. Il trasferimento sarebbe dovuto avvenire con equipaggi civili italiani sotto il controllo di rappresentanti sovietici e con le navi battenti bandiera della Marina Mercantile, con le autorità governative italiane responsabili delle navi sino all'arrivo nei porti dove era prevista la consegna. Per prevenire possibili sabotaggi, le navi dei primi due gruppi sarebbero state condotte ai porti di destinazioni senza munizioni a bordo, che sarebbero state trasportate successivamente a destinazione con normali navi da carico.
L'Ardimentoso, con la sigla Z 19 fu consegnato alla Marina Sovietica, nel porto di Odessa, il 28 febbraio 1949.
Il comando dell'unità fu assegnato al capitano di corvetta Sergej Naletov e la nave, che in attesa della consegna era stata prima ribattezzata Nepreklonnyj e poi Bezzhalostnyi, dopo essere entrata a far parte della Marina Sovietica assunse la denominazione di Lutyj (in cirillico Лютый) e, destinata a compiti addestrativi, venne inquadrata nella 78ª Brigata di addestramento.
Il 30 dicembre 1954 la torpediniera venne privata del suo armamento, riclassificata nave bersaglio, e denominata CL 61; alla fine di aprile 1958 divenne nave caserma e fu ridenominata PKZ 150'.
Il 31 ottobre 1959 l'ex Ardimentoso venne radiato e quindi avviato alla demolizione.